# Stahlton-Bandmaschine

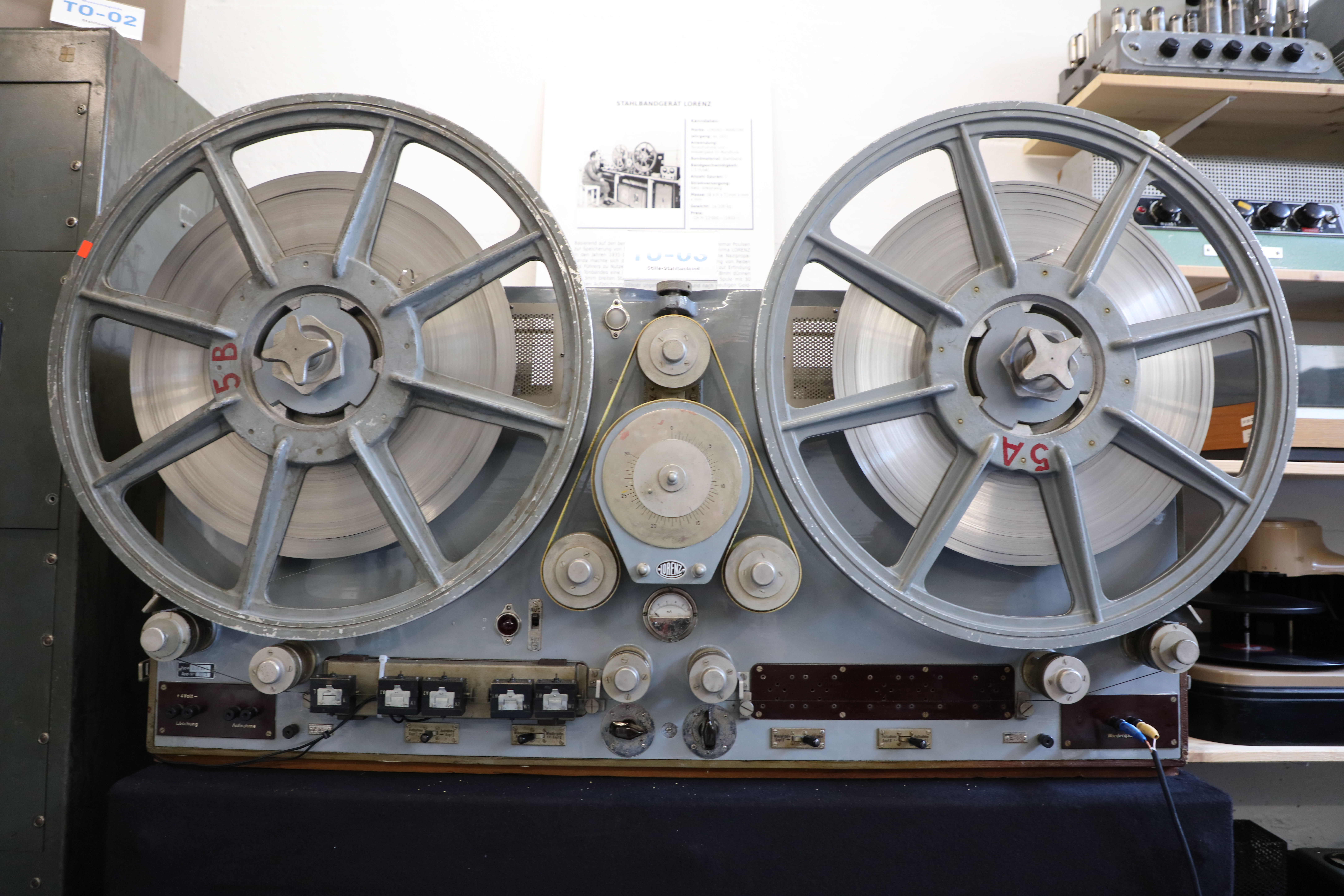
Lorenz-Stahltonbandmaschine B.M.St.2 aus dem Jahr 1932, mit der Seriennummer 1010

Eine Stahlton-Bandmaschine oder Stahlband-Magnettongerät dient zum Speichern von Audiosignalen. Die magnetische Aufzeichnung von Audiosignalen fand mit den Bemühungen des dänischen Physikers Valdemar Poulsen seit 1898 auf Stahldraht im ersten erfolgreichen Drahttongerät, dem Telegraphon, Anwendung. Bei der Stahlton-Bandmaschine wird statt des Drahtes ein Stahlband verwendet, die grundlegenden Arbeiten dazu gehen auch auf Poulsen zurück.

## Geschichte
Der dänische Physiker Valdemar Poulsen erfand um 1890 ein Gerät zum Speichern von Tönen mittels Magnetismus. Als Aufzeichnungsmedium verwendete er einen um einen Zylinder gewickelten Stahldraht. Poulsen experimentierte schon um 1900 mit einem 3 mm breiten, 0,05 mm dicken Stahlband, welches er mit 3 m/s, später mit 2 m/s am Kopf vorbeizog. Die Spielzeit war jedoch unbefriedigend. Um die Spielzeit zu verlängern, ging er wieder auf den Stahldraht zurück und schuf das erste erfolgreiche magnetische Aufzeichnungsgerät, genannt Telegraphon.
Basierend auf Poulsens Arbeiten, experimentierte Curt Stille in den 20er Jahren der 20. Jahrhunderts mit einem Stahlband. Die damals neue Möglichkeit, Audiosignale elektronisch zu verstärken, eröffnete neue Wege der magnetischen Tonaufzeichnung. Curt Stille verwendete dazu ein 3 mm breites, bis 0,08 mm dünnes Stahlband, welches er mit einer Geschwindigkeit von 1,5 m/s am Löschkopf sowie am Schreib- und Lesekopf vorbeiführte. Seine Ideen führten durch die Lizenz an Ludwig Blattner zum Blattnerophon und der Marconi/BBC-Stahlbandmaschine MSR in England. In Deutschland entwickelte Semi Joseph Begun bei C. Lorenz die Lorenz-Stahltonbandmaschine B.M.St.2 von 1932.
Im selben Zeitraum führten die Arbeiten von Fritz Pfleumer in Dresden mit dem Papier-Tonband und das Kunststoff-Tonband der Badischen Anilin- und Soda-Fabrik (BASF) zum 1935 vorgestellten, ersten Tonbandgerät Magnetophon K 1 der Allgemeinen Elektricitäts-Gesellschaft (AEG). Das Magnetophon bedeutete schon nach wenigen Jahren das Ende der Weiterentwicklung von Stahlton-Bandmaschinen.

## Blattnerophon
Ludwig Blattner konstruierte basierend auf der Stille-Lizenz das Blattnerophon. Es verwendete ein 6 mm breites Stahlband. Die Aufzeichnungsqualität war geeignet für Sprache, die Probleme mit der ungleichmäßigen Bandgeschwindigkeit machten es aber für Musikaufnahmen unbrauchbar. Zudem konnte ein Bandbruch, wegen großen Bandgeschwindigkeit von 1,5 m/s und des offenen Bandlaufs, zu ernsthaften Verletzungen des Operateurs führen. Trotzdem waren die Geräte für die BBC, bereits 1933 in Kanada, im Einsatz.

## Marconi/BBC-Stahlbandmaschine MSR

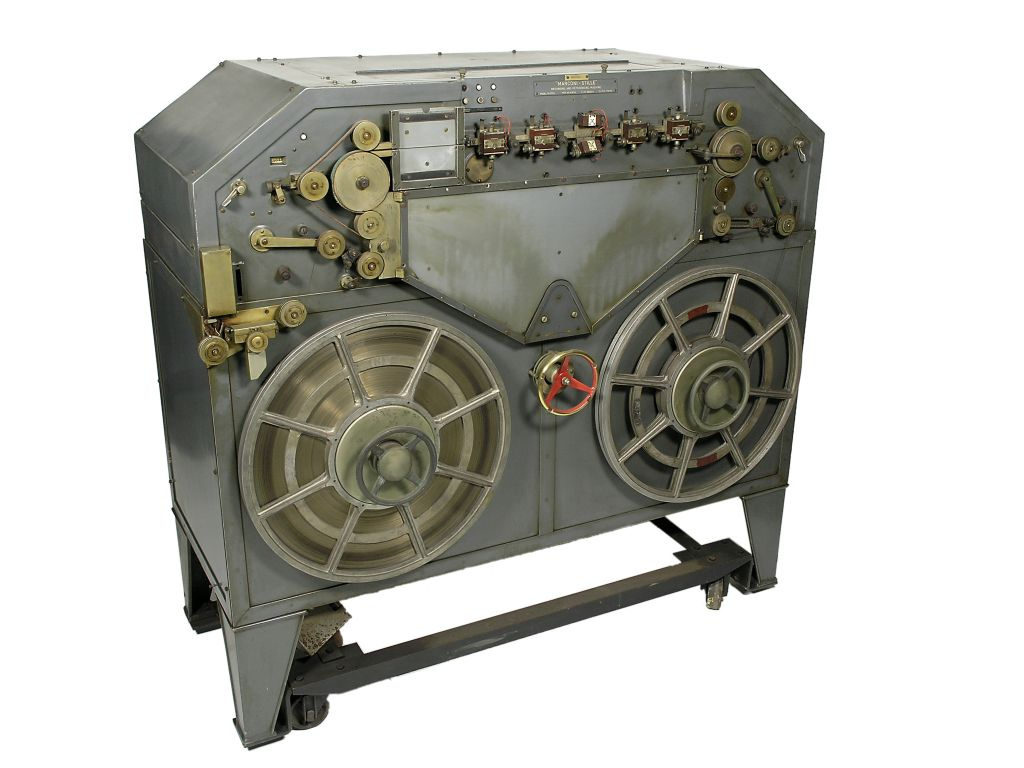
Marconi/Stille-Maschine MSR1, Model 1050

Die Marconi Company übernahm die Lizenz von Blattner und entwickelte daraus, für die BBC, die Marconi-Stille-Recorder (MSR1, MSR2, MSR3). Die Marconi-Geräte verwendeten ein 3 mm breites Stahlband und hatten einen wesentlich kompakteren Aufbau. Die Tonköpfe lagen nun waagerecht oberhalb der Bandspulen. Sie verwendeten neben den zwei Antriebsmotoren eine Capstanwelle.

## Lorenz Stahlton-Bandmaschine B.M.St.2

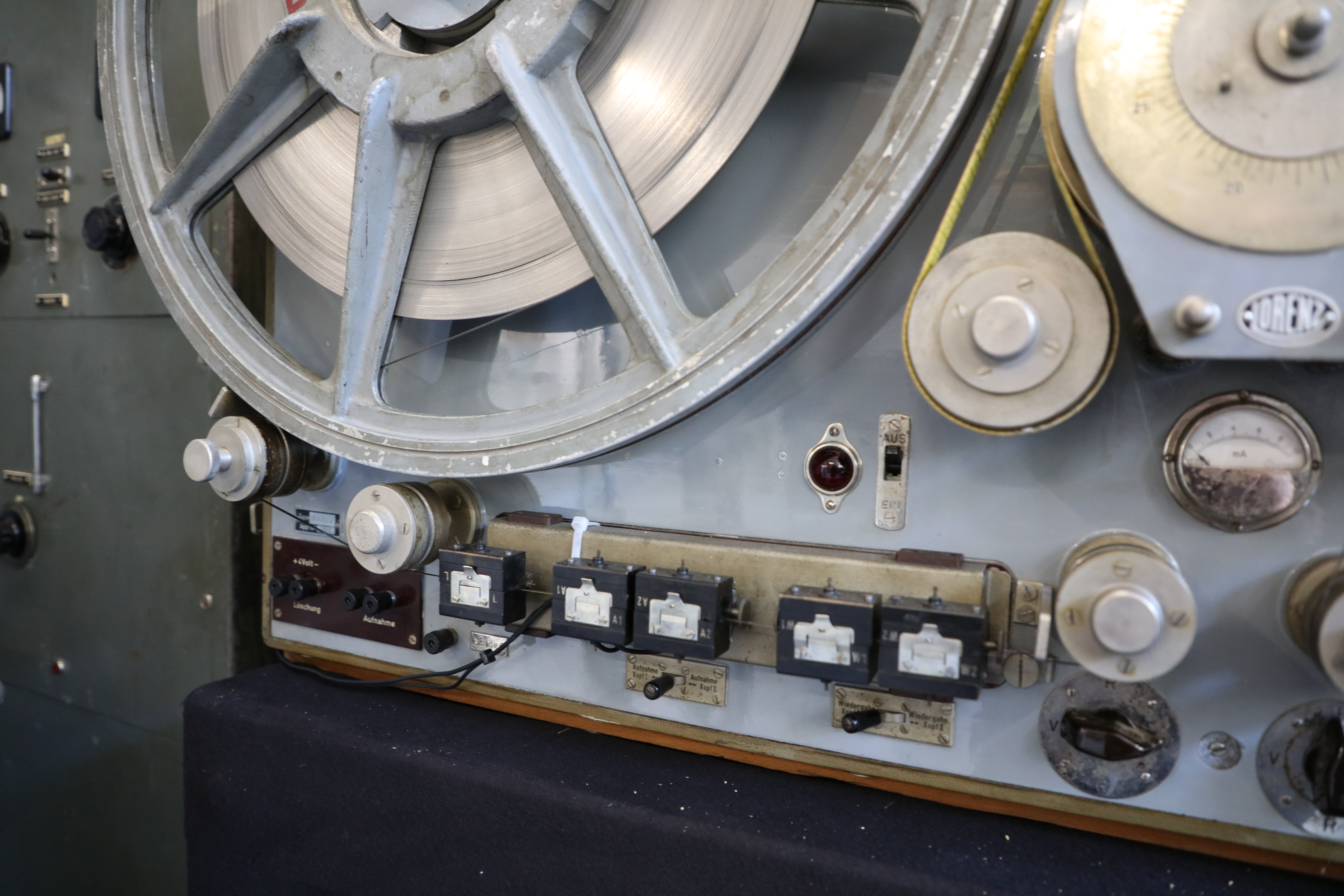
Der Löschkopf sowie Aufnahme- und Wiedergabeköpfe, je doppelt vorhanden

Im Auftrag von C. Lorenz entwickelte Semi Joseph Begun in den frühen 1930er Jahren die Lorenz-Stahlton-Bandmaschine. Um 1935 hatte C. Lorenz die B.M.St.2 zur Produktionsreife gebracht. Sie stand bei sämtlichen in der Reichs-Rundfunk-Gesellschaft zusammengeschlossenen deutschen Radiosendern im Einsatz. C. Lorenz verkaufte die Geräte auch an viele Rundfunkanstalten im Ausland.
Bei der B.M.St.2 handelt es sich um die erste wirklich transportable Bandmaschine. Sie war besonders für den mobilen Einsatz im Reporterwagen konstruiert. Das Gerät war etwa 100 kg schwer und ein Teil des Gehäuses war, wie bei modernen Geräten, Teil der Transportkiste. Die Spulen für 30 Minuten Aufzeichnung wogen 30 kg.
Die schweizerische SRG SSR beschaffte nach 1936 Stahltonbandmaschinen B.M.St.2 bei Lorenz, die für die Vorproduktion von Sendungen und Außenaufnahmen zum Einsatz kamen. Regelmäßig wurden sie auch zum zeitversetzten Senden im Kurzwellendienst verwendet.

## Exponate in Museen
- Drei Lorenz-Stahltonbandmaschine des Typs B.M.St.2 mit den Seriennummern 1010, 1011 und 1012 aus dem SRG Studio in Lausanne konnten vom Verein Audiorama in Montreux übernommen werden. Nach dessen Auflösung gelangten sie an das Museum Enter in Solothurn. Die Maschine Nummer 1010 wurde vom Museum in einen funktionstüchtigen Zustand gebracht.
- Eine Lorenz-Stahltonbandmaschine des Typs B.M.St.2 mit den Seriennummer 1013 ist im Museum für Kommunikation in Bern.
- Ein Blattnerophon steht im Canada Science and Technology Museum.[7]